# Lokiť
Lokiť, česky také Lokoty nebo Loket, ukrajinsky Локіть, maďarsky Nagyábránka, je obec v iršavské městské komunitě v okrese Chust v Zakarpatské oblasti Ukrajiny. V roce 2001 zde žilo 340 obyvatel.

## Historie
Ves byla založena na přelomu 16. a 17. století. Historický název obce – Velyka Abranka (Nagyábránka) pochází z názvu řeky Abranky - levého přítoku řeky Iršavky. Do uzavření Trianonské smlouvy byla ves součástí Uherska, poté byla součástí Československa. V roce 1930 zde stálo 78 domů a žilo 387 obyvatel, z toho 357 Rusínů a 30 Židů. V roce 1945 byla obec přičleněna k Ukrajinské sovětské socialistické republice, která byla součástí Sovětského svazu, nakonec od roku 1991 je součástí samostatné Ukrajiny.

## Pamětihodnosti
- Cerkev Uvedení svaté Matky Boží a zvonice, z roku 1734, ukrajinská národní kulturní památka[3]